# Praskovia Kovalyova-Zhemchugova
Praskovia Kovalyova-Zhemchugova (Gubernia de Yaroslavl, 20 de julio de 1768 ‑ San Petersburgo, 23 de febrero de 1803) fue una sirvienta rusa que se convirtió en cantante soprano operística y actriz.

## Carrera artística

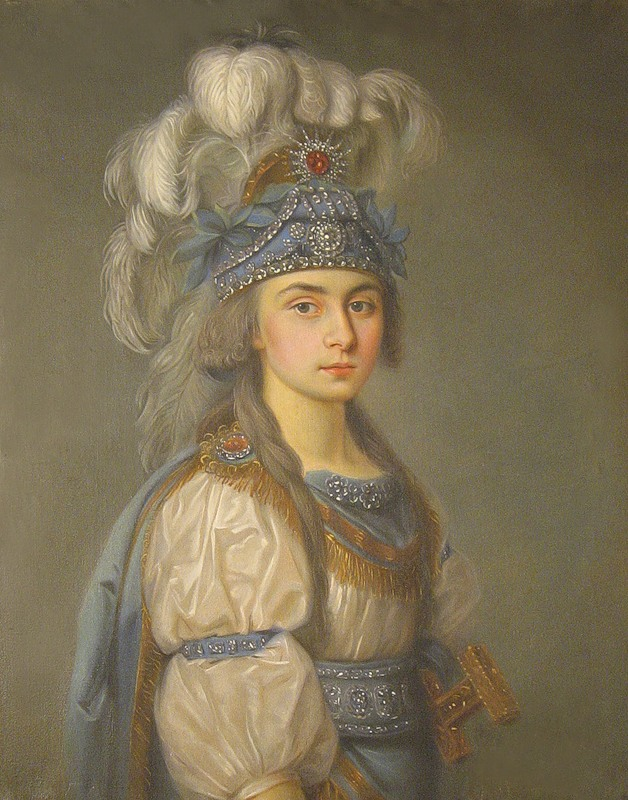
Praskovia vestida para su actuación en Les mariages samnites de André Grétry

Fue una de las mejores cantantes de ópera en Rusia en el siglo XVIII. Nació como sirvienta perteneciente a una de las familias más ricas en el Imperio ruso, los Sheremétev. Gracias a su bonita voz, fue mandada a estudiar canto junto con Nikolái Sheremétev, el hijo del conde Piotr Sheremétev.
Debutó en 1779 con una ópera cómica de André Grétry e inmediatamente tuvo gran éxito, lo que le sirvió para conseguir su siguiente papel ―el primero como protagonista― en una ópera de Antonio Sacchini.
Falleció a los 34 años en San Petersburgo en su primer parto.